# 별신굿
별신굿(別神굿)은 3년, 5년 혹은 10년마다 마을의 수호신인 성황(서낭)님에게 마을의 평화와 농사의 풍년을 기원하는 굿을 말하는데 경북 안동 하회마을에서는 약 500년 전부터 10년에 한번 섣달 보름날(12월 15일)이나 특별한 일이 있을 때 무진생(戊辰生) 성황님에게 별신굿을 해왔으며 굿과 더불어 성황님을 즐겁게 해드리기 위하여 탈놀이를 하였다.
특히 무당이 제사하는 큰 규모의 마을굿으로 동해안지역에서는 벨신·벨순·배생이·별손·뱃선 등으로 불리고 있다. 여타의 지역으로는 은산·경주·충주·마산·김천·자인 등이 보고되어 있으나, 가장 융성한 지역은 동해안일대이다.
마을을 수호하고 농사나 어업의 풍요를 위해서 마을 사람들이 집단으로 거행하는 동제(洞祭). 매년 열리는 굿이 아니라 3년 또는 10년마다 한번씩 정기적으로 벌이는 큰 굿이며, 십여 명 이상의 무당이 동원된다.
음주가무(飮酒歌舞)를 동반하는 집단수호신(集團守護神)에 대한 제의라는 점으로 본다면, 원시 고대(古代)의 제천의식(祭天儀式)을 계승한 것이라고 할 수 있다. 마을 서낭당에 가서 동민(洞民)들이 제(祭)를 올린 다음 당(堂)에서 굿을 하면서 동민 전체의 평안을 축원하고 생업의 풍요를 기원하게 된다.

## 유래
하회별신굿탈놀이는 각시의 무동마당·주지마당·백정마당·할미마당·파계승마당·양반과 선비마당·혼례마당·신방마당의 8마당으로 구성되어 있다. 놀이를 시작하기 전 대내림을 하는데, 정월 초이튿날 아침 성황당에 올라가 당방울이 달린 내림대를 잡고 성황신을 내리면 당방울을 성황대에 옮겨 달고 산에서 내려온다. 성황대와 내림대를 동사 처마에 기대어 세우면 비로소 놀이가 시작된다. 등장인물로는 주지승·각시·중·양반·선비·초랭이·이매·부네·백정·할미 등이 있다. 파계승에 대한 비웃음과 양반에 대한 신랄한 풍자·해학 등을 내용으로 하고 있다.
하회별신굿탈놀이는 제사의식적인 성격을 띠고 있다. 특히 각시탈은 성황신을 대신한다고 믿어 별신굿 외에는 볼 수 없고, 부득이 꺼내볼 때는 반드시 제사를 지내야 한다. 놀이에 사용되는 탈은 주지탈 등을 포함하여 모두 10종 11개로 오리나무로 만들었으며 옻칠과 안료를 두세겹 칠하여 색조의 강도를 높였는데, 원본은 1964년 하회탈 및 병산탈(국보 제121호)로 지정되었다. 탈놀이의 반주는 꽹과리가 중심이 되는 풍물꾼이 하며 즉흥적이고 일상적인 동작에 약간의 율동을 섞은 춤사위로 이루어진다. 하회별신굿탈놀이의 특징은 탈을 태우며 즐기는 뒷풀이가 없는 것이며, 가면극의 발생이나 기원을 밝히는데 귀중한 자료로서 가치를 지니고 있다.
또한 같은 모습으로 경기도에서 연행되는 굿의 한 가지로 일명 대동굿·치성굿이라고 하는데 매년 음력 10월 상달 추수 후 마을이 무사하고 잘 되기를 도당대감(都堂大監) 삼불제석(三佛帝釋)에게 비는 굿이 도당굿이다. 경기도 지역에서 마을의 으뜸신[都神]을 모신 당인 도당(都堂)에서 지내는 마을굿. 별칭으로는 ‘고창굿’이라 부르는 지역도 있다. 옛 시흥군 소래면 포리(浦里, 현 인천시 남동구)를 비롯해 장봉섬, 사섬, 떼무리섬 등 다수의 지역에서 정월에 행해졌으나, 음력 3월 3일과 10월 10일에 도당굿이 치러지는 사례도 흔히 찾아볼 수 있어 일정하지 않다.
인천·부천 등 경기도 남부지방에서 세습무가 주관하는 도당굿 절차 및 진행과정을 보면, 굿은 마을의 신당이나 신목(神木)이 있는 근처에 차일을 치고 굿당을 꾸며 행하게 되는데, 맨 먼저 무당은 부정굿으로 굿당을 깨끗이 정화한다. 부정굿이 끝나면 마을의 당(堂)으로 도당신을 모시러 가는 ‘도당모시기’를 한다. 이처럼 마을의 안녕을 위해서 굿판을 벌여 치성과 제사를 지내는 것을 도당굿, 대동굿, 별신굿으로 불리고 있다.
마을의 주민 가운데 한 사람에게 대를 내려 도당신이 강림한 것을 확인하는 ‘대내림’이 행하여진다. 전생과 현세의 삶과 수행을 귀하게 여기듯 티베트 불교(라마교)에서 전생과 현세의 불국(佛國, 관음의 정토)과 나라를 동일시하며 달라이라마를 관음의 '대내림' 화신이라고 생각하는 것과 비슷하다. 이어서 굿패는 ‘돌돌이’를 하는데 이것은 무당패들이 마을의 우물·장승·집 등을 무악을 울리면서 한바퀴 도는 것으로, 도당신의 영력으로 잡귀를 몰아내고 마을 전체를 정화시킨다는 의미를 가진다.
굿당에 돌아와서는 당금애기신화가 구송되고 바라춤을 추는 ‘제석굿’을 하고, ‘본향굿’에서 도당할머니·도당할아버지를 모신 뒤 손굿(또는 손님굿)에서 천연두신인 손님을 청하여 마을에 질병이 돌지 않기를 기원한다.
다음에 잡귀를 쫓아내는 군웅굿을 한 뒤, 굿을 시작할 때 굿당으로 모셔왔던 도당신을 다시 마을의 당으로 돌려보내는 ‘도당모셔다드리기’를 한다. 맨 마지막으로 ‘뒷전’에서 굿에 따라든 잡귀들을 풀어 먹여 보낸다.

## 구별
대동굿은 남부지방의 도당굿·당산굿·별신굿이나 중부이북지방의 당굿·대동굿·부군당굿·살륭굿 등과 그 성격과 기능면에서 같다. 이러한 도당굿은 남성중심의 유교식 동제에 비하여 여성의 참여가 활발한 편이다. 마을 대표 몇 명만이 제관이 되어 엄숙하게 진행되는 동제와 달리, 남녀노소 모두가 참여하여 함께 먹고 마시고 가무를 행함으로써 축제의 성격이 강하다.
따라서, 주민들의 화합을 다지고 자기 마을에의 긍지를 높이며 동질감을 회복시키는 점에서 중요한 의의를 가지는데 도당굿은 무속이 미신타파의 대상이 되면서 급격히 소멸하여 현재는 농사를 짓던 서울지역의 몇몇 마을에서 소수 노인들에 의하여 명맥이 유지될 뿐, 마을신앙으로서의 면모를 찾아보기 어려운 실정이 되어 버렸다. 경기도 도당굿은 1990년 10월 10일, 중요무형문화재 제98호로 등록되어 있고 하회별신굿은 허도령의 전설과 함께 전해졌으나 1928년을 마지막으로 행해진 후 중단되었다.

## 같이 보기
- 도당굿
- 대동굿
- 당고마기굿(당금애기굿)
- 부군당
- 영덕별신굿

## 참고자료
- 「한국의 전통예술」, 서해안 배연신굿 및 대동굿, 경기도 도당굿, 페이지편집부 저, 한국문화재보호재단(2001년, 322~327p, 341p)
- 「한국의 풍속 민간신앙」, 마을 신앙, 최준식 저, 이화여자대학교출판부(2005년, 93~94p, 116p)
- 「디카 들고 떠나는 테마 여행」, 꽃과 호수, 일상과 휴식의 공간, 김병희 저, 길벗(2005년, 123p)